# Frances Yates
Frances A. Yates (Southsea, 28 november 1899 - Surbiton, 29 september 1981) was een Brits historica. Zij verwierf internationale faam met haar publicaties over de renaissance en met name over de rol van de westerse esoterie in die periode. Haar bekendste boeken zijn The Valois Tapestries (1959), over de zestiende-eeuwse Valoistapijten, en Giordano Bruno and the Hermetic Tradition (1964), over de Italiaanse vrijdenker Giordano Bruno en het hermetisme. Hoewel sommige van haar conclusies door latere wetenschappers in twijfel zijn getrokken, wordt zij gezien als een van de voornaamste denkers over de hermetische traditie in de Europese renaissance.

## Biografische schets

### Familieachtergrond, jeugd en studies
Frances Amelia Yates werd geboren in een middenklassegezin in de Zuid-Engelse kustplaats Southsea, vlak bij de marinehaven Portsmouth. Ze was het vierde kind van James Alfred Yates en Hannah Malpas Yates. Haar vader werkte voor de Royal Navy als opzichter bij een scheepswerf, waar dreadnought-slagschepen werden gebouwd. Hij was een toegewijd christen, die sympathiek stond tegenover de Oxford Movement, een beweging binnen de Anglicaanse Kerk, die aanleunt tegen het katholicisme. Over haar moeder is weinig bekend. Frances werd in februari 1900 gedoopt in de Sint-Annakerk in Portsmouth Royal Dockyard. Al op jonge leeftijd had ze twijfels over het christendom en de betrouwbaarheid van de Bijbel, maar haar vaders neiging naar het katholicisme zou zich later ook bij haar openbaren.
In 1902 werd James Yates overgeplaatst naar Chatham en vandaar in 1903 naar Glasgow, waar hij opzichter werd van de scheepswerven aan de rivier de Clyde. In Glasgow kerkte het gezin bij de Schots episcopaalse Mariakerk. Nadat vader Yates in 1911 met pensioen was gegaan, verhuisde het gezin diverse malen en woonde onder andere in Ingleton (North Yorkshire), Llandrindod Wells (Wales), Ripon, Harrogate (beide North Yorkshire) en Oxton (Cheshire). In de zomer verbleef het gezin meestal in Frankrijk.
Frances leerde lezen van haar beide oudere zusters. Later kreeg ze onderwijs van haar moeder. Daarnaast ging ze in Glasgow korte tijd naar een privéschool. Haar vader was een fervent lezer en stimuleerde zijn kinderen om hetzelfde te doen. Frances las op jonge leeftijd de toneelstukken van William Shakespeare en de poëzie van de Engelse romantiek (onder anderen John Keats) en de prerafaëlieten (met name Dante Gabriel Rossetti). Als jonge tiener begon ze al te schrijven. In maart 1913 publiceerde ze een kort verhaal in de Glasgow Weekly Herald. In 1915, tijdens de Eerste Wereldoorlog, sneuvelde haar enige broer op het slagveld, een gebeurtenis die een grote invloed op het gezin had. In haar eigen woorden: "war broke our family... As a teenager I lived among the ruins". Op zestienjarige leeftijd schreef ze in haar dagboek: "my brother wrote poems, my sister writes novels, my other sister paints pictures and I, I must and will do something. I am not much good at painting, I am no good at all at music, so there is only writing left. So I will write."
Yates wilde geschiedenis studeren aan de Universiteit van Oxford, maar door haar verbrokkelde vooropleiding zakte ze voor het toelatingsexamen. De familie verhuisde naar een nieuw gebouwd huis in Claygate in het graafschap Surrey, een huis waarin ze tot haar dood zou blijven wonen. Na het vertrek van haar zusters zorgde ze hier voor haar beide ouders. Regelmatig nam ze de trein naar Londen, waar ze veel tijd doorbracht in de bibliotheek van het British Museum. In de vroege jaren 1920 studeerde ze Frans aan het University College London. Als externe student wijdde ze zich geheel aan de studie, zonder veel omgang met haar medestudenten. In 1924 haalde ze haar Bachelor of Arts-graad. Een jaar later publiceerde ze haar eerste wetenschappelijke artikel over zestiende-eeuwse Engelse acteurs in Parijs in The Review of English Studies. Ze vervolgde haar studie Frans als intern student aan de Universiteit van Londen. In 1926 haalde ze haar Master of Arts. Uit haar doctoraalscriptie, getiteld Contribution to the Study of the French Social Drama in the Sixteenth Century, bleek haar belangstelling voor geschiedenis.

### Vroege loopbaan (1929-1938)
Van 1929 tot 1934 doceerde ze, met enige tegenzin, Frans aan de North London Collegiate School. Het leraarschap liet haar weinig tijd voor wetenschappelijk onderzoek, maar desalniettemin publiceerde ze in 1929 een artikel over de Engels-Italiaanse humanist John Florio in The Modern Language Review. Uit dit artikel vloeide in 1934 haar eerste boek voort: John Florio: The Life of an Italian in Shakespeare's England, waarmee ze de Mary Crawshaw Prize van de British Academy won. In 1935 volgde ze een zomercursus Italiaans voor gevorderden aan het Girton College van de Universiteit van Cambridge. Daar leerde ze de renaissancespecialisten Nesca Robb en Linetta di Castelvecchio kennen, met wie ze haar leven lang bevriend bleef. In 1936 verscheen haar tweede boek: A Study of Love's Labour's Lost, over Shakespeares komische toneelstuk Liefdes list en leed.
Door haar onderzoek naar John Florio werd Yates interesse gewekt in Florio's tijdgenoot Giordano Bruno. Ze vertaalde diens La Cena delle Ceneri (De maaltijd op Aswoensdag) en argumenteerde in haar inleiding dat Bruno veel meer was dan de propagandist van Copernicus' theorieën over het zonnestelsel, waarvoor men hem toentertijd algemeen hield. Bruno pleitte volgens Yates voor een terugkeer naar het middeleeuwse mystieke christendom. De rol van magie en mystiek in het renaissancedenken was geen nieuw idee: vóór Yates hadden diverse auteurs, waaronder de Franse wetenschapshistoricus Pierre Duhem, hiervoor gepleit. Het boek werd echter geweigerd door Cambridge University Press, de uitgever van haar eerste twee boeken. Later gaf ze zelf toe dat de inleiding niet het vereiste niveau had: "the worst of my efforts... it was lamentably ignorant of Renaissance thought and Renaissance magic". Yates' biograaf Marjorie Jones vermoedt dat ze te veel geleid werd door haar eigen religieuze opvattingen – en die van de prerafaëlieten voor haar –, met name haar fascinatie voor het katholieke ritueel en haar aversie tegen het dogmatische protestantisme.

### Verbonden aan het Warburg Institute (1939-1960)
In deze periode leerde Yates de Duits-Engelse filosoof-kunsthistoricus Edgar Wind kennen, in die tijd adjunct-directeur van het Warburg Institute, genoemd naar de Duitse cultuurtheoreticus Aby Warburg en vanaf 1944 geaffilieerd met de Universiteit van Londen. Op uitnodiging van Wind publiceerde Yates in 1939 een tweetal artikelen over Giordano Bruno in het Journal of the Warburg Institute. Van 1941 tot 1960 was Yates vaste medewerker van het Warburg Institute in South Kensington (vanaf 1958 in Bloomsbury), aanvankelijk vooral als redacteur van het tijdschrift, later als zelfstandig onderzoeker. Door het Warburg Institute verkeerde ze in het gezelschap van intellectuelen als Anthony Blunt, Franz Boas, Gertrud Bing, Ernst Gombrich, Eugénie Droz en Charles en Dorothea Singer. Vooral met Gertrud Bing, die in 1954 directeur van het Warburg Institute werd, had ze een diepe vriendschap.
Vanwege de oorlogsomstandigheden volgde ze een cursus eerste hulp bij ongevallen en werkte ze enige tijd bij een ambulancedienst. Haar vader stierf in 1941 tijdens een luchtaanval, hoewel een direct verband niet vast staat. In 1943 ontving Yates de Marion Reilly Award van de British Federation of University Women. Omstreeks die tijd gaf ze een lezing voor dezelfde organisatie met de titel 'How will History be written if the Germans win this war?' Na de oorlog toonde ze zich een groot voorstander van een meer pan-Europese geschiedschrijving, als tegenwicht voor het nationalisme, dat tot twee wereldoorlogen had geleid. Deze door haar zo genoemde "Warburgse geschiedschrijving" moest niet alleen internationaal, maar ook interdisciplinair zijn, "a history of culture as a whole".
In 1947 verscheen bij het Warburg Institute haar derde boek, The French Academies of the Sixteenth Century, waarin ze de Warburgse methode van geschiedschrijving toepaste. Vanaf 1948 werkte ze opnieuw aan een boek over Bruno, waarvoor ze in 1951 een studiereis naar Italië maakte. In hetzelfde jaar overleed haar zuster Hannah aan leukemie, een jaar later gevolgd door de dood van haar moeder. In de naoorlogse periode publiceerde ze jaarlijks twee tot drie wetenschappelijke artikelen en gaf ze regelmatig lezingen over onderwerpen waar ze onderzoek naar deed. Een deel van deze lezingen werden in 1975 gebundeld uitgegeven onder de titel Astraea: The Imperial Theme in the Sixteenth Century.
In 1959 publiceerde Yates haar vierde boek, The Valois Tapestries, over de Valoistapijten, de meest complete monografie over dit onderwerp tot op heden. Yates trachtte in het boek antwoord te geven op de vele vragen rondom deze intrigerende zestiende-eeuwse, Zuid-Nederlandse tapijtenserie en ging daarbij de controverse niet uit de weg. Zij was de eerste die de Vlaamse kunstenaar Lucas d'Heere in verband bracht met de tapijten en tevens een van de eersten die het aandurfde om de geportretteerden te identificeren als (merendeels) leden van de Franse koninklijke familie. Controversieel was haar opvatting dat de tapijten tussen 1582 en 1585 te Antwerpen waren geproduceerd en wel in opdracht van Willem van Oranje, die ze als diplomatieke gift aan de Franse koningin-moeder Catharina de' Medici schonk. Oranje hoopte De' Medici en haar zoon Frans van Anjou, die Staats landvoogd der Nederlanden was, te bewegen om de Nederlandse opstand tegen Spanje te steunen. Volgens Yates zouden de afgebeelde taferelen de verzoening tussen katholieken en protestanten illustreren. Tevens meende ze de drie figuren op de voorgrond van het tapijt Le départ te kunnen identificeren als Lodewijk van Nassau en mogelijk Hendrik van Nassau en Christoffel van de Palts, een voorstel dat weinig navolging heeft gevonden. In de latere literatuur over de Valoistapijten wordt met regelmaat verwezen naar Yates' uitputtende studie, maar het door haar voorgestelde opdrachtgeverschap van Willem van Oranje wordt niet langer als een serieuze optie gezien. In plaats daarvan wordt tegenwoordig aangenomen dat Catharina de' Medici in de jaren 1570 zelf de opdrachtgeefster was, waarbij de verheerlijking van het Huis Valois centraal stond.

### Internationale faam: 1961-1981
In de jaren 1960 en 1970 nam Yates wetenschappelijke productiviteit sterk toe. Ze recenseerde onder andere met regelmaat voor The New York Review of Books. In 1964 verscheen haar vijfde boek Giordano Bruno and the Hermetic Tradition, dat haar internationale faam bracht en algemeen wordt gezien als haar meesterwerk. Yates beargumenteerde in het boek dat de executie in 1600 van de rondtrekkende priester, humanist en vrijdenker Bruno het gevolg was van zijn omarming van de hermetische traditie. Ze gaf aan dat D.P. Walker haar op het spoor had gezet om te herkennen dat magie een sleutelrol speelde in het denken en handelen van Bruno en andere renaissancewetenschappers. Met dit boek trad Yates als kenner van het renaissancedenken op de voorgrond. Ze plaveide tevens de weg voor latere schrijvers als Keith Thomas en Michel Foucault. In 1965 toerde ze door de Verenigde Staten om lezingen te geven over haar inzichten. Het volgende boek, The Art of Memory uit 1966, was deels een vervolg op haar Brunoboek. In 1967 werd ze gekozen tot fellow van de British Academy. In 1969 verscheen Theatre of the World en in 1972 The Rosicrucian Enlightenment, waarin ze de invloed van de rozenkruisers in het Europa van de zestiende eeuw onderzocht.
In 1971 ontving ze een eredoctoraat van de Universiteit van East Anglia. In 1972 werd ze voor haar verdiensten op het gebied van de kunstgeschiedenis benoemd tot officier in de Orde van het Britse Rijk. In 1973 ontving ze de Wolfson Award ter waarde van £ 5000. In januari 1974 hield Yates vier Northcliffe-lezingen aan het University College London, die een jaar later werden uitgegeven als Shakespeare's Last Plays: A New Approach. In 1974 vond tevens een academisch symposium plaats in de Clark Library van de Universiteit van Californië - Los Angeles met als centraal thema de zogenaamde "Yates thesis" (zie hieronder). In 1975 werd ze gekozen tot buitenlands erelid van de American Academy of Arts and Sciences. In 1976 bood het Smith College in Northampton, Massachusetts haar de Kennedy-leerstoel aan, die ze afwees. In 1977 werd ze voor haar verdiensten op het gebied van renaissancestudies benoemd tot dame-commandeur in de Orde van het Britse Rijk. In 1978 ontving ze de Premio Galilio Galilie van de Universiteit van Pisa voor haar bijdragen aan de Italiaanse geschiedschrijving.
Begin jaren 1970 begon ze, beïnvloed door E.M. Forster's biografie van Goldsworthy Lowes Dickinson, aan een autobiografie, die ze echter niet voltooide. Delen ervan zijn postuum gepubliceerd. Gedurende de jaren 1970 ondervond haar werk in toenemende mate kritiek. Haar in 1979 verschenen boek The Occult Philosophy in the Elizabethan Age, waarin ze de plaats van de christelijke kabbala in het renaissancedenken en de invloed ervan op het christelijke neoplatonisme behandelde, had niet hetzelfde succes als haar boeken een decennium eerder. In hetzelfde jaar gaf ze een serie lezingen in de Verenigde Staten. In 1980 werd ze gekozen tot buitenlands lid van de Koninklijke Nederlandse Akademie van Wetenschappen. In de zomer van 1981 gaf Yates een serie lezingen in Hongarije, waarmee ze uiting gaf aan haar overtuiging dat Engelstalige wetenschappers Centraal-Europa verwaarloosden. Haar laatste lezing, over de Engelse humanist John Dee, vond plaats in de Kathedraal van Manchester. Na een val in haar huis, waarbij ze een dijbeen brak, verbleef ze enige tijd in een ziekenhuis. Kort daarna overleed ze thuis in haar slaap, 81 jaar oud. Haar lichaam werd tijdens een Anglicaanse dienst gecremeerd.

## Kritiek
De Nederlandse filosoof en kenner van de westerse esoterie Wouter Hanegraaff beschouwt Yates' gedachtegoed als een paradigma, het zogenaamde 'Yates paradigma' (door haarzelf 'Yates thesis' genoemd), dat als uitgangspunt kan dienen voor verdere discussie. Tegelijkertijd geeft hij aan dat haar ideeën sterk beïnvloed zijn door de tijdgeest en dat haar invloed vanaf de jaren 1980 sterk is afgenomen. De Britse Mary Hesse, de Fransman Antoine Faivre en de Italianen Paolo Rossi en Lodovico Lazzarelli toonden zich eveneens kritisch ten opzichte van Yates' nalatenschap. Een van de voornaamste punten van kritiek is haar, wat ze zelf noemde "powerful historical imagination", het zich kunnen inleven in de denkwereld van de historische personen waarover ze schreef, een methode die nauwelijks wetenschappelijk te controleren is. Enkele wetenschappers, zoals de Brit Hugh Trevor-Roper, de Amerikanen Allen G. Debus en Peter J. French, en de Indiër Rattansi, bleven Yates gedachtegoed trouw.